# Polini
Polini S.p.A. je italijanski proizvajalec majhnih motociklov (do 15 KM) in komponent za predelavo manjših motornih koles. Med drugim proizvaja valje (cilindre) za batne motorje, CVT transmisije (variatorje), jermene, vzmeti, vplinjače, izpušne sisteme in drugo.
Podjetje je ustanovil Battista Polini kmalu po koncu 2. svetovne vojne. Izdeloval je dele za skuterje Vespa in Lambretta. Danes s podjetjem upravljajo njegovi trije sinovi Carlo, Franco in Piero.
Konkurent Polinija je Malossi.